# Barraca Pleta de les Cases
La Barraca Pleta de les Cases és una obra de Guils de Cerdanya (Baixa Cerdanya) inclosa a l'Inventari del Patrimoni Arquitectònic de Catalunya.

## Descripció
Es tracta d'una antiga barraca que s'utilitzava com a refugi per als pastors. Construïda en planta circular i murs de pedra seca, ha estat restaurada diverses vegades amb morter. De planta circular, amb petita porta d'entrada i finestra de ventilació. Actualment està en bon estat de conservació, i molt esporàdicament s'utilitza com a refugi per a excursionistes.

## Història
Fa diverses dècades l'Ajuntament de Guils va construir un refugi nou just al costat, que s'utilitza per finalitats també ramaderes, per donar servei als operaris de l'estació d'esquí de fons de Guils-Fontanera, i per als excursionistes.